# Siesta
En siesta er en kort søvn som tages i den tidlige eftermiddag, ofte efter middagsmåltidet. Siesta er en almindelig tradition i varme lande. Ordet siesta er spansk, fra det latinske HORA SEXTA – "den sjette time" (talt fra solopgang, derfor middag).

## Oprindelse af den iberiske siesta
Siestaen er den traditionelle daglige søvn fra den sydlige region Alentejo i Portugal, kendt som sesta. Den blev også optaget af spanierne og gennem europæisk indflydelse, af latinamerikanske lande og Filippinerne. Eftermiddagssøvn er også almindeligt i Grækenland, Indien, Kina, Mellemøsten og Nordafrika. I disse lande kan varmen være så ekstrem i den tidlige eftermiddag, at en middagspause i ens eget hjem er ideel. 
Før i tiden var siestaen mere brugt som en middagspause, hvor man kunne se sin familie derhjemme. En middagslur var ikke nødvendigvis del af siestaen.

## Middagsluren
I dag refererer "siesta" til en kort lur (15 til 30 minutter) taget efter middagsmåltidet. Siesta er traditionelt ikke længere end en halv time og er mere en let lur end en rigtig dyb søvn.
I Argentina, er siestaen mellem 13:00 og 16:00, og i nogle regioner, som Santiago del Estero, kaldes den "hellig" fordi folk ikke vil forstyrres. Åbningstider i disse regioner er normalt 8:00 til 12:00 og 16:00 til 20:00. I større byer som Buenos Aires, og det det koster af tid og penge at pendle, bruger forretninger de almindelige 9-17 tider.
Nogle mennesker sover igennem hele siestaen, mens andre ser tv eller sover i et kvarter til en halv time. I hvert fald er gaderne mennesketomme. 